# Archidiocèse de Raipur
L'archidiocèse de Raipur (Archidioecesis Raipurensis) est une juridiction de l'Église catholique en Inde. Son siège est à Raipur. Les diocèses d'Ambikapur, de Jashpur (en), de Raigarh (en) et l'Éparchie de Jagdalpur des Syro-Malabars sont ses suffragants.

## Archevêques
L'archevêque actuel est Mgr Victor Henry Thakur depuis le 3 juillet 2013.
- John A. Weidner, préfet du 17 janvier 1964 à 1973
- Philip Ekka, du 20 octobre 1984 au 15 février 1991
- Joseph Augustine Charanakunnel du 21 novembre 1992 au 3 juillet 2013

## Territoire
Son siège est en la Cathédrale Saint-Joseph de Raipur.
Il comprend les districts de Korba, de Janjgir-Champa, de Bilaspur, de Mungeli, de Kabirdham, de Rajnandgaon, de Balod, de Durg, de Bemetara, de Baloda Bazar, de Raipur, de Dhamtari, de Gariaband et de Mahasamund au Chhattisgarh.

## Historique
La préfecture apostolique de Raipur est érigée le 16 janvier 1964 depuis l'archidiocèse de Nagpur (en).
Le 23 mars 1972 est érigé l'exarchat apostolique de Jagdalpur des Syro-Malabars.
Le 5 juillet 1973, la préfecture est élevée au rang de diocèse.
Le 27 février 2004, il est élevé au rang d'archidiocèse.